# Lasoty
Lasoty – wieś w Polsce położona w województwie kujawsko-pomorskim, w powiecie rypińskim, w gminie Rogowo.
| SIMC    | Nazwa       | Rodzaj    |
| ------- | ----------- | --------- |
| 0868448 | Białe Błota | część wsi |
| 0868454 | Dziewanowo  | część wsi |
| 0868460 | Rejki       | część wsi |

W latach 1975–1998 miejscowość należała administracyjnie do województwa włocławskiego.
Według Narodowego Spisu Powszechnego (III 2011 r.) liczyła 261 mieszkańców. Jest piątą co do wielkości miejscowością gminy Rogowo.